# Maintenance évolutive
 (août 2023).
La maintenance évolutive est une branche de la maintenance principalement évoquée en matière de maintenance des logiciels.
Elle consiste à faire évoluer une application, par exemple à la suite de demandes d'utilisateurs, pour modifier son comportement ou pour proposer de nouvelles fonctions.
Modifier une application pour qu'elle remplisse le même rôle quand les technologies avec lesquelles elle doit interagir ont évolué ne relève pas de la maintenance évolutive, mais de la maintenance adaptative.
La maintenance évolutive consiste ainsi :
- à améliorer (voire à redévelopper) des fonctions existantes d'une application ;
- à développer de nouvelles fonctionnalités pour faire face à de nouvelles exigences.

En maintenance d'une application, on distingue trois types de maintenance :
- la maintenance corrective ;
- la maintenance adaptative ;
- la maintenance évolutive.

Ce découpage se superpose au découpage général de la maintenance entre maintenance préventive et maintenance corrective (dans ce sens-là, cette dernière recouvre toutes les opérations réalisées après livraison).
Mais il n'est pas certain que la maintenance évolutive soit effectivement de la maintenance au sens de l'AFNOR. En effet, la norme définit la maintenance comme le fait d'assurer qu'un système continue de remplir sa fonction, et non pas le fait d'ajouter de nouvelles fonctions à celui-ci. La norme internationale ISO/IEC 14764:2006 distingue de son côté les maintenances de type « correction » et celles de type « évolution » : elle inclut la maintenance évolutive dans cette classe
L'ajout de nouvelles fonctions est considéré comme une amélioration du produit, laquelle peut donc être facturée comme un service non prévu par un contrat de maintenance.